# Герб Верхньодніпровського району
Герб Верхньодніпро́вського райо́ну затверджений 22 грудня 2009 року.

## Історія
До 2009 року була легітимною інша версія герба.

Герб прийнятий 27 липня 2004 року рішенням № 561.

## Опис
У зеленому щиті срібний бик, у нижній частині, яка відокремлена двома срібними хвилястими нитяними пасками срібна шестерня і золотий сніп, перев'язаний червоною стрічкою. Щит увінчаний срібною короною з 3 зубцями і з чорними швами і обрамлений золотим картушем. Під щитом золота стрічка з написом «Верхньодніпровський район».